# Maurizio Braucci
Maurizio Braucci (Napoli, 1966) è uno scrittore, sceneggiatore e regista italiano.

## Biografia
Maurizio Braucci è nato nel rione Montesanto di Napoli nel 1966. Esordisce nel 1999 con il romanzo Il mare guasto, storia di camorra ambientata a Napoli, al quale fanno seguito nel 2004 i tre racconti lunghi raccolti in Una barca di uomini perfetti. Torna al romanzo nel 2010 con Per sé e per gli altri. Nel 2023 pubblica per le Edizioni E/O la raccolta di racconti "Qualcosa di simile ai suoni del bosco"
Molto attivo anche in ambito cinematografico, esordisce nel 2005 con la sceneggiatura del corto documentario La baracca di Pietro Marcello. Si fa conoscere al grande pubblico tre anni dopo collaborando alla sceneggiatura del pluripremiato  Gomorra di Matteo Garrone con il quale torna a scrivere nel 2012 per Reality.  
Promotore culturale, ha avviato laboratori e progetti in luoghi periferici e marginali come carceri e centri sociali (tra i quali il DAMM - Diego Armando Maradona Montesanto di cui è stato tra i fondatori). È direttore artistico del progetto dedicato agli adolescenti Arrevuoto- teatro e pedagogia, prodotto dal Teatro Nazionale Mercadante di Napoli e iniziato nel 2006.
Giornalista, collabora con la rivista Gli Asini e con i quotidiani Il Mattino e la Repubblica. Con La paranza dei bambini ha vinto nel 2019 l'Orso d'argento per la migliore sceneggiatura insieme a Claudio Giovannesi e a Roberto Saviano al Festival internazionale del cinema di Berlino.

## Opere

### Romanzi
- Il mare guasto, Roma, edizioni E/O, 1999 ISBN 88-7641-376-6. - Nuova ed. - Torino, Angolo Manzoni, 2007 ISBN 978-88-88838-93-9.
- Per sé e per gli altri, Milano, Mondadori, 2010 ISBN 978-88-04-57368-5.

### Racconti
- Una barca di uomini perfetti, Roma, edizioni E/O, 2004 ISBN 88-7641-591-2.
- "Qualcosa di simile ai suoni del bosco" Edizioni E/O, 2023 ISBN 9788833576770

### Reportages
- Napoli comincia a Scampia con Giovanni Zoppoli, Napoli, L'Ancora del Mediterraneo, 2005 ISBN 88-8325-178-4.
- Questa corte condanna: Spartacus, il processo al clan dei Casalesi con Marcello Anselmo, Napoli, L'Ancora del Mediterraneo, 2008 ISBN 978-88-8325-224-2.
- L'infelicità italiana. Vademecum sull'accoglienza, i migranti e noi. Monitor edizioni 2018.

### Antologie
- Disertori: Sud: racconti dalla frontiera di AA. VV. , Torino, Einaudi, 2000, ISBN 88-06-15638-1.
- Pensa alla salute di AA. VV. , Napoli, L'ancora del Mediterraneo, 2003 ISBN 88-8325-148-2.
- In viaggio: passaggi letterari su ferro e su gomma di AA. VV. , Napoli, Colonnese, 2008 ISBN 978-88-87501-83-4.
- Terre in disordine: racconti e immagini della Campania di oggi di AA. VV. , Roma, Minimum fax, 2009 ISBN 978-88-7521-211-7.

### Teatro
- Sete
- Averno Hotel

## Filmografia

### Cortometraggi
- La baracca, regia di Pietro Marcello (2005)
- Stanza 52, regia di Maurizio Braucci (2016)
- Ragazzi da Paura, regia di Maurizio Braucci
- Dura Lex, regia di Maurizio Braucci
- Un milione di Italiani non sono italiani, regia di Maurizio Braucci

### Lungometraggi
- Paris, Dabar, regia di Paolo Angelini (2001)
- Gomorra, regia di Matteo Garrone (2008)
- Tatanka, regia di Giuseppe Gagliardi (2011)
- Reality, regia di Matteo Garrone (2012)
- L'innocenza di Clara, regia di Toni D'Angelo (2012)
- L'intervallo, regia di Leonardo Di Costanzo (2012)
- Piccola patria, regia di Alessandro Rossetto (2013)
- L'Avant-poste, episodio de I ponti di Sarajevo (Les Ponts de Sarajevo), regia di Leonardo Di Costanzo (2014)
- Anime nere, regia di Francesco Munzi (2014)
- Pasolini, regia di Abel Ferrara (2014)
- Bella e perduta, regia di Pietro Marcello (2015)
- Due soldati, regia di Marco Tullio Giordana – film TV (2017)
- Nato a Casal di Principe, regia di Bruno Oliviero (2017)
- L'intrusa, regia di Leonardo Di Costanzo (2017)
- La paranza dei bambini, regia di Claudio Giovannesi (2019)
- Martin Eden, regia di Pietro Marcello (2019)
- Le vele scarlatte (L'Envol), regia di Pietro Marcello (2022)
- Padre Pio, regia di Abel Ferrara (2022)
- Palazzina Laf, regia di Michele Riondino (2023)
- Madame Luna, regia di Daniel Espinosa (2024)
- Hey Joe, regia di Claudio Giovannesi (2024)

### Documentari
- Una montagna di balle, regia di Nicola Angrisano (2009)
- Napoli Napoli Napoli, regia di Abel Ferrara (2009)
- Cadenza d'inganno, regia di Leonardo Di Costanzo (2011)
- Searching for Padre Pio di Abel Ferrara (2013)

## Riconoscimenti
- 2008 - European Film Awards

Migliore sceneggiatura - Gomorra
- 2008 - Chicago International Film Festival

Migliore sceneggiatura - Gomorra
- 2009 - David di Donatello

Migliore sceneggiatura - Gomorra
- 2009 - Ciak d'oro

Migliore sceneggiatura - Gomorra
- 2015 - David di Donatello

Migliore sceneggiatura - Anime nere
- 2015 - Nastro d'argento

Migliore sceneggiatura - Anime nere
- 2019 - Festival di Berlino

Migliore sceneggiatura - La paranza dei bambini
- 2020 - David di Donatello

Migliore sceneggiatura adattata- Martin Eden